# Albán (Cundinamarca)
Albán es un municipio colombiano del departamento de Cundinamarca, ubicado en la provincia del Gualivá. Cuenta con casi 8000 habitantes y su temperatura promedio es de 16 °C.
Su área territorial es de 57 km². En ella se encuentran dos pisos térmicos: frío y templado, cuya altitud oscila entre los 1500 m s. n. m. y los 3100 m s. n. m.
La zona urbana del municipio abarca una extensión de 3,7 km², se encuentra a 2242 m s. n. m., a 59 kilómetros de Bogotá por vía terrestre. Se encuentra ubicada a los 4° 53” de latitud norte y 74° 26” de longitud oeste.

## Toponimia

### Origen lingüístico[3]
- Familia lingüística: Indoeuropea
- Lengua: Latín

### Significado
Albán probablemente es una variación de la voz latina albus, albusum, derivación de la expresión griega alphos que significa "blanco". También albán proviene de la voz árabe albará, que denomina a las "cartas o cédulas reales con que se hacían las concesiones de tierras".
Albalá y albará son vocablos árabes derivados de la voz vale, que representa un "documento", semejante a los sentidos que generan aval y avalar provenientes del latín valere, que significan "valer". Albalá y albará significan entonces "valdrá" en el sentido de "pagaré", acompañado del artículo árabe al "ell", fomando "el pagaré".

### Origen / Motivación
El nombre de Albán fue puesto en honor al general Carlos Albán. Fue un reconocido escritor e inventor, participó en la batalla de Santa Bárbara durante la guerra civil sucedida entre 1860 y 1862.

## División político-administrativa
Aparte de su cabecera municipal, Albán tiene bajo su jurisdicción los siguientes centros poblados:
- Chimbe (Danubio).
- La María.
- Pantanillo.

Además, el municipio está compuesto con las siguientes veredas: Centro, Chavarro, El Entable, Garbanzal, Guayacundo Alto, Guayacundo Bajo, Java, Los Alpes, Namay Alto, Namay Bajo y San Rafael.

## Historia

Petroglifo hallado en una roca ubicada en la vereda Pantanillo, municipio de Albán (Cundinamarca), reproducido en el libro Manual de arte rupestre de Cundinamarca (2002).

En este sitio se han encontrado hallazgos arqueológicos de la cultura abriense desde los 12 400 a. C.
En el campo llamado Chirgua (que significa ‘agua fría’ en idioma caribe), allí donde el cacique Siquima junto con sus indígenas panches tuvo su casa de retiro, siglos más tarde el doctor Álvaro Sánchez fundó la capellanía de El Aserradero.
En 1882 los hermanos Hermógenes y Sixto Durán establecieron ―en el sitio llamado Agua Larga (llamado así por la gran cantidad de agua que rodeaba la cuesta de Chirgua)― una tenería y fábrica de calzado en la que actuó como arquitecto y mecánico el señor Alejo Betés Ospina. Ese es el año que se considera de fundación del pueblo.
En 1888 se fundó en Agualarga la primera escuela mixta. Como ya existían algunas construcciones, se solicitó a la parroquia de Facatativá se celebrara una misa mensual en el pequeño caserío, para lo cual ofrecieron de antemano el local que servía de zapatería. Esta primera celebración eucarística fue realizada el día 1 de mayo de 1889.
El nombre Agualarga fue oficialmente confirmado por la ordenanza n.º 11 del 10 de agosto de 1893, que lo erigió en Inspección Departamental de Policía.
Tiempo después de celebrarse la primera misa, la Ordenanza n.º 9 de 1894 anexó este caserío a la parroquia de Sasaima. Los límites eclesiásticos del caserío de Agualarga fueron fijados por el Decreto n.º 15 de 19 de julio de 1899, época en la cual se dio inicio a la construcción de la iglesia actual, teniendo en cuenta los planos que para la nueva población había levantado el Dr. Francisco Useche y cuya obra fue iniciada por el arquitecto Froilán Vargas.
El poblado nació por generación espontánea, y no tuvo fundador propiamente dicho, sino como primeros pobladores a Sixto y Hermógenes Durán, y por fecha de iniciación del caserío se toma el año 1882, cuando aquellos se establecieron.

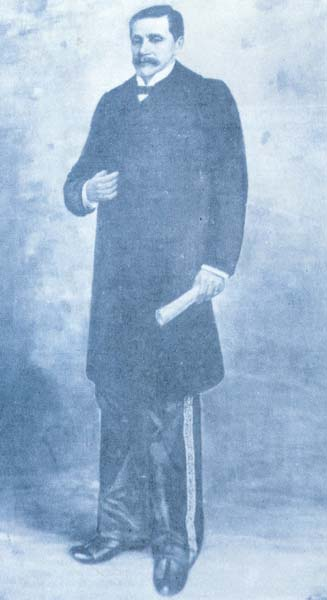
Retrato del general Carlos Albán, en cuyo honor se nombró al municipio.

El caserío de Agualarga estableció su dinámica económica gracias al Camino Real, fenómeno que ocasionó la formación de grandes bodegas en las cuales se recibían grandes cantidades de paquetes y mercancía que ―a lomo de mula― que llegaban de Honda y que se despachaban desde la capital hacia ese puerto. Luego, debido a la ampliación de este camino y su adaptación para el tráfico de carros de yunta que se usó hasta el año de 1924, incrementó su desarrollo, que posteriormente se fortaleció gracias a la apertura de la carretera entre este poblado y Facatativá. Gracias a ello los señores Justo Gamboa y Luis Forero dieron al servicio entre Albán y Facatativá un bus con cupo para 30 pasajeros, vehículo que iniciaría el enorme tráfico que hoy circula por este corredor.
El padre Salazar propuso en 1900 cambiar el nombre de «Agualarga» por el de «Albán» en memoria del general Carlos Albán, militar conservador a quien los frailes agustinos debían invaluables servicios recibidos. Es así como se da por Decreto de la Asamblea por ordenanza n.º 19 del 22 de mayo de 1903 con el nombre de «Albán», en la que se establece:
Artículo 1, Erígese en municipio el caserío de Agualarga, que en lo sucesivo se llamará Albán, en la provincia de Facatativá, y los nuevos límites se darían en el artículo 4. Se le dio los nuevos límites a este municipio por ordenanza 22 de 1903, por Decreto Departamental 1015 de 2 de noviembre de 1904; el cual fue modificado por el gobierno departamental por decreto 730 de 6 de septiembre de 1951, aprobado por decreto nacional n.º 2212 del 23 de octubre de 1951.

## Geografía

### Límites
Albán está delimitado por los siguientes municipios:
| Noroeste: Villeta             | Norte: Sasaima (Ruta Nacional 50A) | Nordeste: Sasaima (Inspección Santa Inés) |
| Oeste: Guayabal de Síquima    |                                    | Este: Sasaima                             |
| Suroeste: Guayabal de Síquima | Sur: Anolaima                      | Sureste: Facatativá (Ruta Nacional 50A)   |

## Símbolos
Bandera: La composición de la bandera se hizo en homenaje al escultor Carlos Rojas G., a la horizontalidad del color que refleja el paisaje circundante del municipio. Este artista, inspirado en el paisaje municipal, creó sus más famosas obras, que le abrieron las puertas del reconocimiento internacional.
Escudo: En su parte superior representa  cinco escalas que simbolizan la peña del aserradero, cerro tutelar del municipio. El café representa el cultivo de mayor explotación en la parte baja del municipio y el siete cueros es el árbol insignia del municipio.
Árbol insignia: Es la Tibouchina lepidota, conocido como siete cueros común o flor de mayo.
Himno municipal
| Coro Los pliegues de tu oriflama con tanto donaire van que todo el pueblo proclama ¡Viva Albán! ¡Viva Albán! ¡Viva Albán! Estrofas I A la tierra que amo tanto elevo fuerte oración y muy orgulloso canto la más sublime canción II El cerro El Aserradero vela tu fasto inmortal y es espléndido joyero de bellezas sin igual. Coro Los pliegues de tu oriflama con tanto donaire van que todo el pueblo proclama ¡Viva Albán! ¡Viva Albán! ¡Viva Albán! |  | III Cual un ferviente rosario en tu remanso de paz, el son de tu campanario vuela por toda tu faz IV Fueron los Panches guerreros tu primera población y en tus caminos pedreros se forjó nuestra nación Coro Los pliegues de tu oriflama con tanto donaire van que todo el pueblo proclama ¡Viva Albán! ¡Viva Albán! ¡Viva Albán! V Estaré en La Sensitiva y en diez leguas a Santa Fe mirando la historia viva y de tus glorias al pie. |  | VI Desde Gascas el gran salto del dulce río admirar y con pasión por lo alto con la natura soñar Coro Los pliegues de tu oriflama con tanto donaire van que todo el pueblo proclama ¡Viva Albán! ¡Viva Albán! ¡Viva Albán! VII El templo tendré en mi alma, el gran parque, la estación; en ellos está la calma y una infinita ilusión (bis). Coro Los pliegues de tu oriflama con tanto donaire van que todo el pueblo proclama ¡Viva Albán! ¡Viva Albán! ¡Viva Albán! |  |  |

## Turismo
- Reserva natural Peña del Aserradero
- Bosque de Niebla
- Festival de Danzas Folclóricas (cumpleaños y ferias y fiestas anuales del municipio)
- Camino Real
- Casa de la Cultura
- Cascada del Río Dulce
- Club El Arroyo
- Estaciones del Ferrocarril
- Finca Kathelina
- Hacienda El Descanso
- Hacienda El Porvenir
- Hacienda La Sensitiva
- Ferias y fiestas anuales
- Parque Ecológico Natural de Pájaros
- El Mirador (Una hermosa vista)
- Las Lianas (Una diversión inolvidable)
- Centro Vacacional y Recreativo La Ermita

## Ecología
La formación montañosa Peña del Aserradero en el área comprendida entre el cerro Negro y la quebrada La María, hace parte del área declarada por la Corporación Autónoma Regional de Cundinamarca como Distrito de Manejo Integrado Sector Salto del Tequendama – Cerro Manjuí y se constituye en un sistema hídrico de gran importancia, ya que allí nacen innumerables drenajes que irrigan la región del Gualivá y surten acueductos de Albán y municipios vecinos.
La zona fue declarada por acuerdo del Concejo Municipal de Albán, como área de reserva forestal, mediante el acuerdo 015 de 1996. El departamento inició el proceso de adquisición en 1996 con la compra de 200 Ha de predios de interés hídrico y se está ejecutando un proyecto de reforestación en estos predios.
Atelopus farci, una especie de rana arlequín, solo se conoce que exista en un arroyo de Albán, y se encuentra en grave peligro de extinción a causa de la quitridiomicosis y la pérdida de su hábitat.

## Economía
Se identifica el desarrollo de una economía campesina caracterizada por la explotación de la tierra a cargo del núcleo familiar, poca utilización de tecnología, márgenes estrechos de capitalización y bajos niveles de ingresos.

## Movilidad
El municipio de Albán se encuentra en el kilómetro 59 por la Ruta Nacional 50A que conduce de Bogotá a Honda, los cuales en su totalidad se encuentran pavimentados, los municipios más cercanos son Facatativá a 18 km y Sasaima a 20 km. En cuanto a caminos veredales, se encuentran en buen estado de funcionamiento, estos comunican las diferentes veredas con el casco urbano. 
El municipio de Albán cuenta con servicio de transporte intermunicipal e interdepartamental, ya que su jurisdicción es recorrida por las diferentes rutas con destino a todo el occidente del país, y vehículos de servicio mixto que prestan el servicio a las diferentes veredas.

## Servicios públicos
- Energía Eléctrica: Enel, es la empresa prestadora del servicio de energía eléctrica.
- Gas Natural: Alcanos de Colombia es la empresa distribuidora y comercializadora de gas natural en el municipio.